# Mikoyan PAK DP
Il Mikoyan-Gurevich PAK DP (in cirillico: Микоян-Гуревич ПАК ДП, acronimo di: Perspektivny aviatsionny kompleks dal'nego perekhvata), è un caccia intercettore stealth di 6ª generazione, in fase di sviluppo da parte di Mikoyan, per sostituire il Mikoyan MiG-31 nell'aeronautica russa a metà degli anni 2030.
Viene indicato come Mikoyan MiG-41, dato che il suo codice di progetto è Izdeliye 41 (prodotto 41), ma la sua designazione ufficiale non è mai stata data, poiché gli aerei russi ottengono la designazione ufficiale solo quando stanno per entrare in servizio.

## Sviluppo
Il progetto del PAK DP è stato portato a una forma finale verso la fine del 2019 e il lavoro di quest'ultimo è tuttora in ricerca e sviluppo, con i modelli di galleria del vento. Ilya Tarasenko, direttore generale della società MiG, nonché capo della società Sukhoi, ha dichiarato in un'intervista nel luglio 2020. che il PAK DP sarà creato sulla base del design del MiG-31.
Nel gennaio 2021, la Rostec Corporation, proprietaria di Mikoyan, ha annunciato che il PAK DP era ora entrato nella fase di sviluppo, affermando che "lo sviluppo della prossima generazione di caccia intercettori è già iniziato".
Secondo il quotidiano russo Izvestija, si prevede che il PAK DP diventi un intercettore di missili ipersonici, trasportando un sistema missilistico intercettore multifunzionale a lungo raggio (MPKR DP) che erogherà diversi sotto-missili per aumentare la possibilità di intercettare armi ipersoniche. Il PAK DP è destinato anche a trasportare missili antisatelliti.

## Design
In un'intervista per Russia Today, il direttore generale della società MiG, Ilya Tarasenko, ha ipotizzato, per l'aereo, una velocità massima di Mach 4–4.3, la dotazione dotato di un laser antimissilistico e la capacità di operare ad alta quota, anche negli strati limiti dell'atmosfera. Se acquistato dall'aeronautica russa, ha affermato che la prima produzione del PAK DP sarebbe prevista entro il 2025.
Secondo una fonte occidentale (Analisi Difesa), invece, il velivolo potrà volare a velocità Mach 3 (3.700 km/h; 2.300 mph) e ad alta quota (a livelli compresi tra la stratopausa e la tropopausa, cioè al di sotto dei 45.000m e al di sopra dei 12.000m), per coprire la maggior parte del vastissimo territorio russo nel minor tempo possibile. Potrebbe utilizzare una variante dei motori Izdeliye 30, in fase di sviluppo per il Su-57. Si dice che il PAK DP utilizzerà la tecnologia stealth.
È allo studio anche una versione senza pilota con probabili capacità di intelligenza artificiale come per i droni Anti-Jam.

## Utilizzatori
Russia
- Voenno-vozdušnye sily Rossijskoj Federacii

Se il progetto verrà ultimato, andranno ad sostituire i MiG-31.

## Progetti simili
Giappone, Italia e Regno Unito stanno lavorando ad un progetto simile, il Global Combat Air Programme (GCAP) frutto dell'unione del progetto italo-inglese "Tempest" e progetto nipponico "F-X" per le rispettive aeronautiche dei tre paesi: l'Aeronautica Militare italiana, la Kōkū Jieitai giapponese e la Royal Air Force del Regno Unito. Il GCAP sostituirà nel 2035 (con primo volo nel 2028) l'Eurofighter Typhoon nelle forze armate dell'Italia e del Regno Unito, e il Mitsubishi F-2 nelle forze armate giapponesi.
Anche altre nazioni europee (Francia, Germania e Spagna) stanno lavorando congiuntamente ad un programma simile: il Future Combat Air System (SCAF).
Gli Stati Uniti stanno lavorando ad una sesta generazione di aeromobili da combattimento, con il progetto dell'F-47 (Fighter-47, 47 in nome dell'attuale presidente Trump, 47° presidente degli Stati Uniti d'America,USA). Non ci sono molte informazioni tranne le capacità stealth, La capacità di essere senza pilota, Radar AESA e velocità tra Mach 2 e Mach 3.1